# Tonsilla (animal)
Tonsilla es un género de arañas araneomorfas pertenecientes a la familia Agelenidae. Se encuentra en el Este de Asia y Rusia.

## Especies
Según The World Spider Catalog 12.0:
- Tonsilla defossa Xu & Li, 2006
- Tonsilla eburniformis Wang & Yin, 1992
- Tonsilla imitata Wang & Yin, 1992
- Tonsilla lyrata (Wang, Yin, Peng & Xie, 1990)
- Tonsilla makros Wang, 2003
- Tonsilla tautispina (Wang, Yin, Peng & Xie, 1990)
- Tonsilla truculenta Wang & Yin, 1992
- Tonsilla variegata (Wang, Yin, Peng & Xie, 1990)